# Temnoplectron aeneopiceum
Temnoplectron aeneopiceum là một loài bọ cánh cứng trong họ Bọ hung (Scarabaeidae).